# Copa dos Campeões Europeus da FIBA de 1982–83
A Copa dos Campeões Europeus da FIBA de 1982-83 foi a 26ª edição da principal competição europeia de clubes profissionais da Europa conhecida hoje como Euroliga. A final foi sediada no Palais des Sports em Grenoble na França em 24 de março de 1983. Na ocasião o Ford Cantù conquistou seu segundo título europeu vencendo na final italiana a equipe do Billy Milano por 69–68. 

## First round
| Equipe 1                    | Total   | Equipe 2                    | 1.º jogo | 2.º jogo |
| --------------------------- | ------- | --------------------------- | -------- | -------- |
| Murray Edinburgh            | 145-155 | Fribourg Olympic            | 74–78    | 71–77    |
| T71 Dudelange               | 97-203  | Ford Cantù                  | 51–99    | 46–104   |
| Partizani Tirana            | 154-171 | Honvéd                      | 90–81    | 64–90    |
| Union Récréation Alexandria | 110-154 | Cibona                      | 58–65    | 52–89    |
| Ammerud                     | 123-222 | Nationale-Nederlanden Donar | 56–106   | 67–116   |
| UBSC Wien                   | 140-179 | Maccabi Elite Tel Aviv      | 63–85    | 77–94    |
| Sutton & Crystal Palace     | 173-171 | Saturn Köln                 | 75–74    | 98–97    |
| Alvik                       | 188-191 | Real Madrid                 | 93–99    | 95–92    |
| Turun NMKY                  | 167-149 | VŠ Praha                    | 90–63    | 77–86    |
| BMS                         | 140-238 | CSKA Moscou                 | 67–114   | 73–124   |
| Panathinaikos               | 125-167 | Moderne                     | 58–55    | 67–112   |
| Eczacıbaşı                  | 154-190 | Billy Milano                | 82–86    | 72–104   |

## Segunda fase
| Equipe 1                    | Total   | Equipe 2               | 1.º jogo | 2.º jogo |
| --------------------------- | ------- | ---------------------- | -------- | -------- |
| Fribourg Olympic            | 154-220 | Ford Cantù             | 75–112   | 79–108   |
| Honvéd                      | 187-209 | Cibona                 | 89–87    | 98–122   |
| Nationale-Nederlanden Donar | 144-157 | Maccabi Elite Tel Aviv | 76–69    | 68–88    |
| Sutton & Crystal Palace     | 170-192 | Real Madrid            | 89–81    | 81–111   |
| Turun NMKY                  | 163-220 | CSKA Moscou            | 71-89    | 92–131   |
| Moderne                     | 143-171 | Billy Milano           | 64–85    | 79–86    |

## Grupo semifinal
|  | As duas melhores equipes avançam para a Final. |

|    | Equipe                 | J  | Pts | V | D  | PF  | PA  |
| -- | ---------------------- | -- | --- | - | -- | --- | --- |
| 1. | Ford Cantù             | 10 | 17  | 7 | 3  | 856 | 762 |
| 2. | Billy Milano           | 10 | 17  | 7 | 3  | 796 | 766 |
| 3. | Real Madrid            | 10 | 16  | 6 | 4  | 901 | 853 |
| 4. | CSKA Moscou            | 10 | 15  | 5 | 5  | 849 | 856 |
| 5. | Maccabi Elite Tel Aviv | 10 | 15  | 5 | 5  | 866 | 839 |
| 6. | Cibona                 | 10 | 10  | 0 | 10 | 792 | 984 |

## Final
Realizada em 24 de março no Palais des Sports em Colônia.
| Equipe 1   | Resultado | Equipe 2     |
| ---------- | --------- | ------------ |
| Ford Cantù | 69–68     | Billy Milano |

| Copa dos campeões europeus de 1982–83 Campeão |
| --------------------------------------------- |
| Ford Cantù 2º Título                          |